# Малабар (Флорида)
Малабар (англ. Malabar) — небольшой город (таун), расположенный в округе Бревард (штат Флорида, США) с населением в 2622 человека по статистическим данным переписи 2000 года.

## География
По данным Бюро переписи населения США Малабар имеет общую площадь в 34,19 квадратных километров, из которых 27,45 кв. километров занимает земля и 6,73 кв. километров — вода. Площадь водных ресурсов округа составляет 19,68 % от всей его площади.
Малабар расположен на высоте 7 м над уровнем моря.

## Демография
По данным переписи населения 2000 года в Малабарe проживало 2622 человека, 757 семей, насчитывалось 1033 домашних хозяйств и 1177 жилых домов. Средняя плотность населения составляла около 76,69 человека на один квадратный километр. Расовый состав населённого пункта распределился следующим образом: 93,48 % белых, 2,78 % — чёрных или афроамериканцев, 0,53 % — коренных американцев, 1,14 % — азиатов, 0,11 % — выходцев с тихоокеанских островов, 1,60 % — представителей смешанных рас, 0,34 % — других народностей. Испаноговорящие составили 2,63 % от всех жителей.
Из 1033 домашних хозяйств в 26,9 % воспитывали детей в возрасте до 18 лет, 63,5 % представляли собой совместно проживающие супружеские пары, в 6,8 % семей женщины проживали без мужей, 26,7 % не имели семей. 21,3 % от общего числа семей на момент переписи жили самостоятельно, при этом 8,7 % составили одинокие пожилые люди в возрасте 65 лет и старше. Средний размер домашнего хозяйства составил 2,53 человек, а средний размер семьи — 2,95 человек.
Население города по возрастному диапазону по данным переписи 2000 года распределилось следующим образом: 22,4 % — жители младше 18 лет, 5,8 % — между 18 и 24 годами, 25,3 % — от 25 до 44 лет, 30,9 % — от 45 до 64 лет и 15,6 % — в возрасте 65 лет и старше. Средний возраст жителей составил 44 года. На каждые 100 женщин в Малабарe приходилось 105,5 мужчин, при этом на каждые сто женщин 18 лет и старше приходилось 100,1 мужчин также старше 18 лет.
Средний доход на одно домашнее хозяйство составил 49 674 доллара США, а средний доход на одну семью — 62 321 доллар. При этом мужчины имели средний доход в 37 050 долларов США в год против 23 125 долларов среднегодового дохода у женщин. Доход на душу населения составил 49 674 доллара в год. 7,5 % от всего числа семей в населённом пункте и 10,7 % от всей численности населения находилось на момент переписи населения за чертой бедности, при этом 5,5 % из них были моложе 18 лет и 4,2 % — в возрасте 65 лет и старше.